# هیسپانو-آرژنتینا
هیسپانو-آرژنتینا (انگلیسی: Hispano-Argentina) شرکت خودروسازی آرژانتینی است، که در سال ۱۹۲۵ تأسیس شد.